# Condaminea corymbosa
Condaminea corymbosa är en måreväxtart som först beskrevs av Hipólito Ruiz López och Pav., och fick sitt nu gällande namn av Dc.. Condaminea corymbosa ingår i släktet Condaminea och familjen måreväxter. Inga underarter finns listade i Catalogue of Life.